# Sondă de aterizare

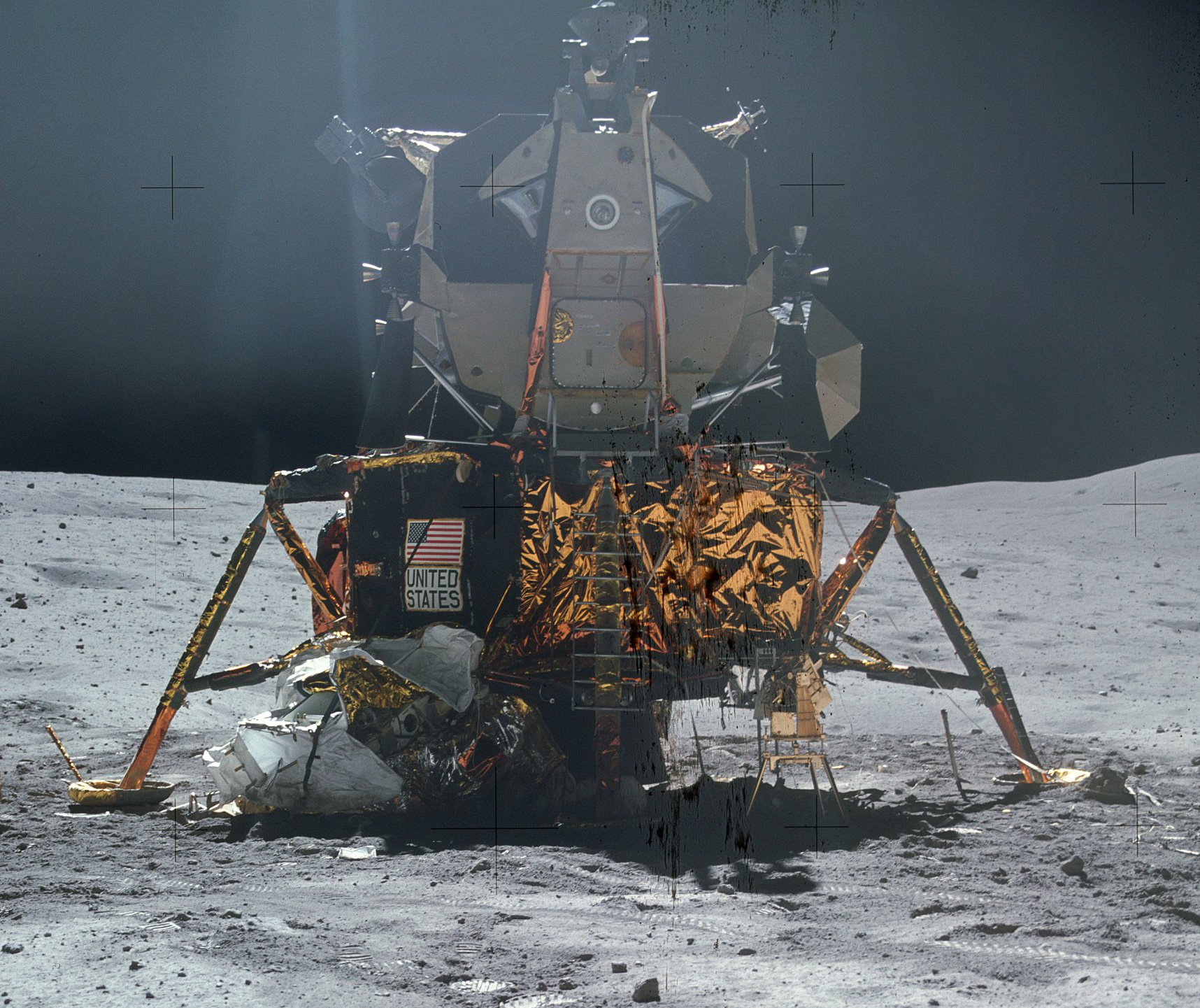
Lander-ul lunar al misiunii Apollo 16

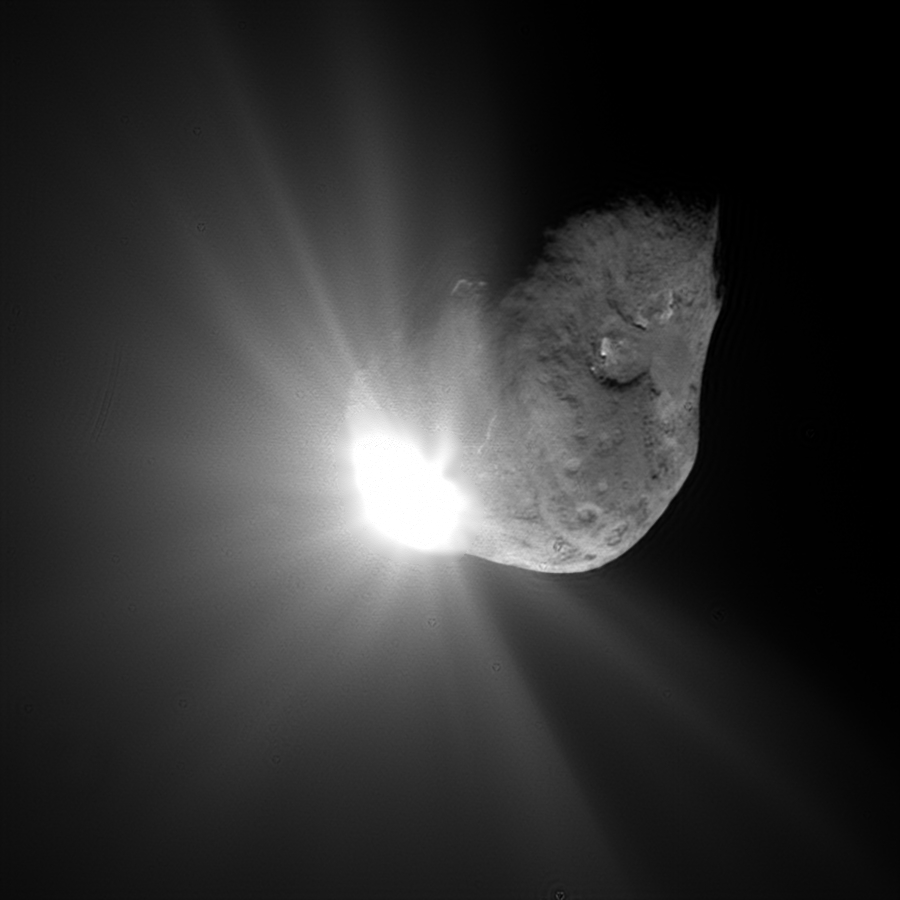
Coliziunea sondei de impact, Deep Impact cu asteroidul 9P/Tempel

O sondă de aterizare (în engleză: lander) este o sondă spațială destinată aterizării pe suprafața unui obiect astronomic. În cazul corpurilor cu atmosfere, aterizarea are loc după intrarea atmosferică (sau mai exact pentru alte planete, reintrare atmosferică), iar sonda este primul vehicul care re-intră. În asemenea situații, lander-urile pot folosi parașute pentru a încetini și menține o viteză terminală scăzută. Unele rachete de aterizare de mici dimensiuni sunt deturnate chiar înainte de impact, pentru a reduce viteza acestuia. Aterizarea poate fi realizată printr-o coborâre controlată cu exercitarea presiunii impactului pe trenul de aterizare, cu posibilitatea adăugării unui mecanism de atașament post-aterizare pentru corpuri cerești cu gravitație redusă.
Atunci când un impact de mare viteză este planificat, sonda/lander-ul se numește sondă de impactare (în engleză Impactor).  
Mai multe planete terestre au constituit destinația finală a sondelor lander și/sau a celor de impact: printre ele se numără planetele Marte, Venus și satelitul planetei Saturn, Titan. Din planete interioare sistemului solar, Mercur este singura care urmează încă să fie vizitată de o sondă de acest tip.

## Legăturiexterne
- Meteorite Found on Mars Yield Clues About Planet's Past mars.jpl.nasa.gov